# Who Said I Would
Who Said I Would est une chanson interprétée par Phil Collins qui a été initialement enregistrée pour son album de 1985 No Jacket Required, mais est sortie en 1991 en tant que single de son album live Serious Hits… Live! aux États-Unis.

## Histoire
Collins a initialement écrit et enregistré la chanson pour l'album, No Jacket Required. La version live est sortie en tant que seul single de l'album Serious Hits… Live! aux États-Unis, atteignant la 73e place sur le Billboard Hot 100. 
La version originale a ensuite été remixée dans l'album 12"ers.

## Clip musical
Une vidéo musicale de la version originale a été tournée, pour No Jacket Required.. Il représente Collins jouant la chanson dans un concert. La version single comportait également un clip de Collins jouant la chanson pendant sa tournée ...But Seriously.

## Utilisation dans le sport
L'intro de la chanson est jouée à l'entrée des joueurs de chaque match à domicile du Paris Saint-Germain depuis 1991.

## Charts
| Graphique (1991)                      | Culminer position |
| ------------------------------------- | ----------------- |
| Tableau des célibataires canadiens    | 34                |
| Panneau d'affichage américain Hot 100 | 73                |

## Crédits
- Phil Collins - chant principal
- Brad Cole – claviers
- Daryl Stuermer – guitare
- Leland Sklar – basse
- Chester Thompson – batterie
- Les cornes de Phénix
  - Don Myrick – saxophone, saxophone solo
  - Louis Satterfield – trombone
  - Harry Kim et Rhamlee Michael Davis – trompettes
- Arnold McCuller, Bridgette Bryant et Fred White – chœurs

## Version originale (1985)
- Phil Collins – chant, vocodeur, batterie Simmons, kalimba, le clavier "impair"
- David Frank – claviers, basse Minimoog
- Daryl Stuermer – guitares
- Gary Barnacle – saxo solo
- Les cornes de Phénix
  - Don Myrick – saxophone
  - Louis Satterfield – trombone
  - Rhamlee Michael Davis – trompette
  - Michael Harris – trompette

## Les références
- (en) Cet article est partiellement ou en totalité issu de l’article de Wikipédia en anglais intitulé « Who Said I Would » (voir la liste des auteurs).

1. ↑  « Phil Collins - 12"ers (CD) at Discogs », Discogs, discogs.com (consulté le 25 avril 2009).
2. ↑  (en) Jon Pareles, « HOME VIDEO; Recent Releases Of Video Cassettes: Photos and 'White Suit' », The New York Times, 2 novembre 1986 (consulté le 25 avril 2009).
3. ↑  « PSG : comment Phil Collins est devenu une institution au Parc des Princes », sur L'Équipe (consulté le 13 septembre 2021).